# Station Sandnes sentrum
Station Sandnes sentrum is een station in Sandnes in het zuiden van Noorwegen. Het station ligt aan Sørlandsbanen, en wordt bediend door zowel de sneltrein van Sørlandsbanen als de stoptreinen van Jærbanen richting Stavanger en Egersund. 